# 伊雷妮·格雷罗
伊雷妮·格雷罗·圣马丁（西班牙語：Irene Guerrero Sanmartín；1996年12月12日—），西班牙女子职业足球运动员，司职中前卫，目前效力于美洲足球俱乐部和西班牙国家女子足球队。2023年，她代表西班牙参加国际足联女子世界杯并夺得冠军。